# Cratyna adrostylata
Cratyna adrostylata är en tvåvingeart som beskrevs av Hardy 1956. Cratyna adrostylata ingår i släktet Cratyna och familjen sorgmyggor. Inga underarter finns listade i Catalogue of Life.